# Leopold Schmidt

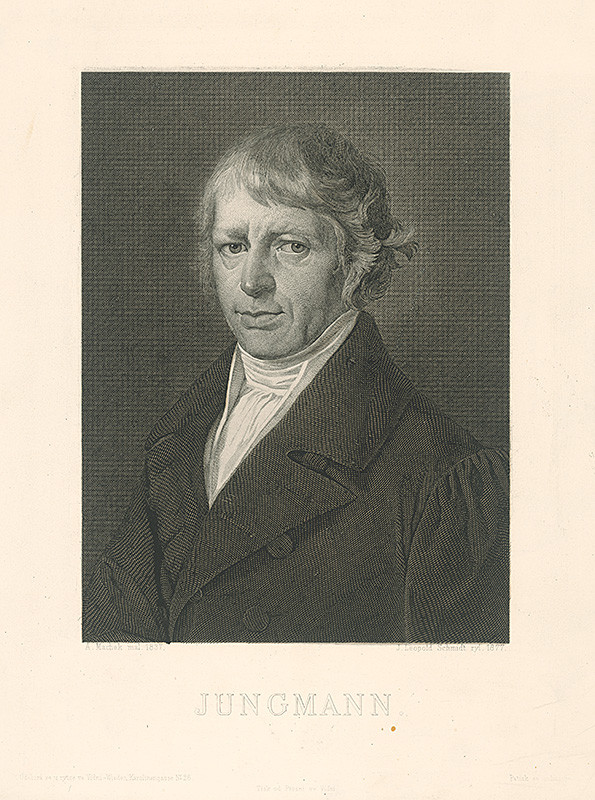
J. Leopold Schmidt: Portrét Josefa Jungmanna, 1877 (ocelorytina podle obrazu A. Machka)

Leopold Schmidt, též Leopold Jaroslav Schmidt nebo J. Leopold Schmidt (16. listopadu 1823 Praha – 23. července 1902 Vídeň) byl český rytec.

## Život
Veřejně dostupné zdroje neuvádějí podrobnosti o jeho mládí. Podle policejní konskripce žil po roce 1864 s ovdovělou matkou Katarinou Schmidtovou (1799–1876), dvěma bratry a dvěma sestrami. Na konskripci je již uvedeno jeho povolání mědirytec (Kupferstecher).
Studoval na pražské Akademii, byl žákem rytce Jiřího Döblera na jeho mědirytecké škole při české technice v Praze.
Byl členem tajného radikálního spolku Repeal, jehož aktivity předcházely revoluční rok 1848 a který inicioval shromáždění ve Svatováclavských lázních 11. března 1848, počínající v Čechách revoluční dění.
Přestěhoval se do Vídně, v roce 1859 odcestoval na studijní pobyt do Paříže. Ve Vídni prožil zbytek života. Zemřel zde svobodný, na mozkovou mrtvici.
Své vlastenectví projevil i ve své závěti, když své úspory (tvořily na svou dobu nemalou částku 20 000 zlatých) odkázal České akademii věd a umění, jejíž byl členem.

## Dílo
Leopold Schmidt byl profesionálním rytcem a nevytvářel díla na vlastní témata. Jeho rytiny jsou výhradně reprodukcemi děl jiných umělců. Podle cizích předloh vytvořil např. portréty panovnice Marie Terezie (1866), císaře Františka Josefa I., Františka Palackého, Pavla Josefa Šafaříka a Wolfganga Amadea Mozarta.

### Ocelorytina – portrét Josefa Jungmanna podle Antonína Machka
Portrét Josefa Jungmanna, který vytvořil Antonín Machek v roce 1853, byl v roce 2012 zakoupen ze soukromé sbírky pro Národní muzeum. První ocelorytinu podle tohoto obrazu vytvořil Jiří Döbler pro frontispis 1. díl Jungmannova slovníku před zářím 1834, kdy byl tento díl Slovníku vytištěn.
Druhou ocelorytinu podle Machkova portrétu provedl Leopold Schmidt. Pracoval na ní od roku 1875, dokončena a vytištěna byla až roku 1877, kdy rytec žil ve Vídni a neměl již k dispozici originální portrét. Tomu se se připisuje omyl v dataci Machkova portrétu, když na rytině je uvedeno A. Machek mal. 1837, zatímco Machek svůj obraz datoval rokem 1833. Originální deska, kterou v rámci Schmidtovy pozůstalosti získal Josef Hlávka a věnoval roku 1906 knihovně Muzea Království českého, je nezvěstná.

### Spolupráce s Josefem Mánesem
Leopold Schmidt byl považován za jednoho z nejlepších českých rytců konce 40. let 19. století. Spolupracoval i s Josefem Mánesem, který ho v roce 1844 portrétoval (viz portrét v infoboxu). V roce 1848 provedl Schmidt rytinu členské legitimace pražského Spolku výtvarných umělců podle Mánesova návrhu.

## Galerie

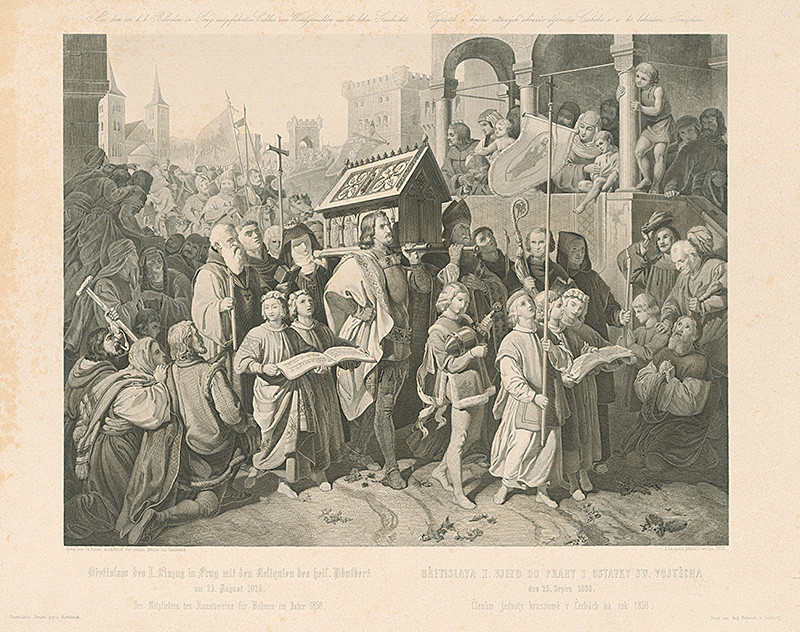
Josef Matyáš Trenkwald (předloha), Leopold Schmidt (rytina): Příchod Břetislava I. do Prahy s relikviemi sv. Vojtěcha (rytina 1857)
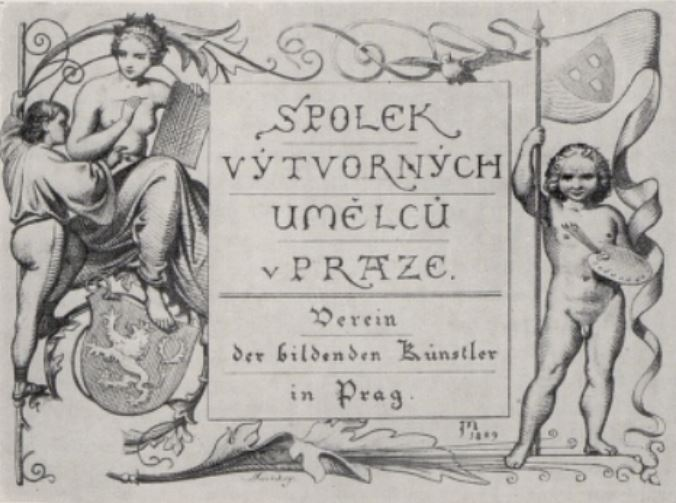
Josef Mánes: Legitimace Spolku výtvarných umělců (rytina Leopold Schmidt), tisk 1889